# Тизенгаузен, Генрих Юльевич
Барон Ге́нрих Ю́льевич Тизенга́узен (нем. Heinrich Engelbrecht Magnus Freiherr von Tiesenhausen; 1843—1914) — остзейский помещик, член Государственного совета по выборам, камергер.

## Биография
Лютеранского вероисповедания. Из потомственных дворян Лифляндской губернии. Землевладелец той же губернии (родовые 2300 десятин и приобретенные 1903 десятины). Сын Юлия-Генриха Тизенгаузена (1804—?) и его жены Эмилии Мантейфель.
Среднее образование получил в гимназии в Лифляндии, после чего в 1866 году окончил юридический факультет Дерптского университета со званием кандидата прав. По окончании университета совершил двухлетнюю поездку по странам Западной Европы, посетив Германию, Францию, Испанию и Италию.
В 1868 году поступил на службу секретарем Лифляндского крестьянского ссудного банка. В 1870 году был выбран приходским судьей 2-го Рижского участка, а в 1872 году — председателем Рижского уездного по крестьянским делам суда, в каковой должности оставался пять лет. В 1877—1884 годах избирался Риго-Вольмарским уездным депутатом дворянства, а в 1884—1902 годах — ландратом лифляндского дворянства. Кроме того, состоял главным директором Лифляндского поземельного кредитного общества (1884—1887), членом Лифляндского ландтага (1884—1887) и почетным мировым судьей (с 1889). В 1902 году был пожалован в камергеры.
18 апреля 1906 года избран членом Государственного совета от съезда землевладельцев Лифляндской губернии, в 1909 году — переизбран. Входил в группу центра, в 1908—1912 годах был членом её бюро. Состоял членом комиссии законодательных предположений. В 1912 году выбыл из состава Госсовета за окончанием срока полномочий.
Скончался в 1914 году в Риге. С 1870 года был женат на Габриэль фон Ребиндер, имел семеро детей.